# Aristolochia limai
Aristolochia limai är en piprankeväxtart som beskrevs av Frederico Carlos Hoehne. Aristolochia limai ingår i släktet piprankor, och familjen piprankeväxter. Inga underarter finns listade i Catalogue of Life.